# Oka (affluente dell'Angara)
L'Oka (in russo Ока́?; in lingua buriata: Аха гол) è un fiume della Russia siberiana orientale, affluente di sinistra dell'Angara. Scorre nell'Okinskij rajon della Buriazia e nei rajon Zalarinskij, Tulunskij, Ziminskij, Kujtunskij e Bratskij dell'oblast' di Irkutsk.
Nasce dal lago Okinskij, 20 km a nord del massiccio Munku-Sardyk nella catena dei monti Saiani Orientali presso il confine mongolo; scorre con direzione dapprima settentrionale, successivamente nord-orientale, per poi ridirigersi verso nord fino a sfociare nel ramo omonimo del grande bacino artificiale di Bratsk, formato dall'Angara a monte della città omonima. Nell'alto corso il fiume scorre tra i monti Saiani in una stretta valle formando delle rapide. Il corso inferiore si trova sulla pianura Irkutsk-Čeremchovskaja. 
Il fiume ha una lunghezza di 630 km e il suo bacino è di 34 000 km². I suoi maggiori affluenti sono: Zima e Tissa provenienti dalla sinistra idrografica, e Tagna dalla destra. La Oka è gelata nel periodo da fine ottobre-primi di novembre a fine aprile-primi di maggio; la città più importante che incontra nel suo corso è Zima, passa inoltre vicino a Sajansk.
Il rafting sull'Oka e sui suoi affluenti è un percorso popolare per il turismo acquatico, è considerato di IVª difficoltà nella scala WW. È navigabile nei tratti inferiori.